# San Bernardo, Epitacio Huerta
San Bernardo är en ort i Mexiko.   Den ligger i kommunen Epitacio Huerta och delstaten Michoacán de Ocampo, i den sydöstra delen av landet, 140 km nordväst om huvudstaden Mexico City. San Bernardo ligger 2 357 meter över havet och antalet invånare är 385.
Terrängen runt San Bernardo är kuperad norrut, men söderut är den platt. Runt San Bernardo är det ganska tätbefolkat, med 62 invånare per kvadratkilometer. Närmaste större samhälle är Amealco, 15,5 km nordost om San Bernardo. Trakten runt San Bernardo består till största delen av jordbruksmark.